# Gymnastique aux Jeux olympiques de 1896
Navigation
Paris 1900

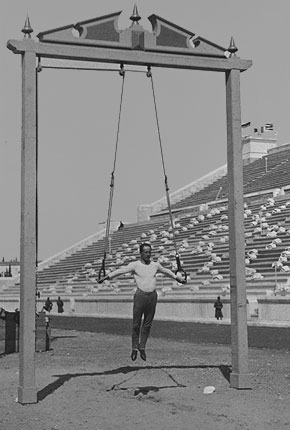
Hermann Weingartner aux anneaux.

La gymnastique est une discipline présente aux Jeux olympiques d'été de 1896 à Athènes. Huit épreuves sont disputées, individuelles ou par équipes, toutes réservées aux hommes. La compétition a lieu au Stade panathénaïque, elle est organisée et préparée par un sous-comité voué à la gymnastique et à la lutte. Les épreuves ont lieu les 9, 10 et 11 avril 1896. La délégation la plus grande en nombre est grecque (9 concurrents sur 28), la plus forte est allemande. L'Allemagne a dominé les épreuves de gymnastique en remportant cinq des huit médailles d'or mises en jeu, et en étant médaillée dans chaque concours.

## Résultats
Les médailles d'or, d'argent et de bronze ont été attribuées rétroactivement par le Comité international olympique. En 1896, seuls les deux premiers de chaque épreuve recevaient une récompense.
| Épreuve                                           | Or | Argent                                                                               | Bronze                                                                           |
| ------------------------------------------------- | --- | ------------------------------------------------------------------------------------ | -------------------------------------------------------------------------------- |
| Barre fixe résultats détaillés                    | Hermann Weingärtner Allemagne | Alfred Flatow Allemagne                                                              | aucun                                                                            |
| Barres parallèles résultats détaillés             | Alfred Flatow Allemagne | Louis Zutter Suisse                                                                  | aucun                                                                            |
| Cheval d'arçon résultats détaillés                | Louis Zutter Suisse | Hermann Weingärtner Allemagne                                                        | aucun                                                                            |
| Anneaux résultats détaillés                       | Ioannis Mitropoulos Grèce | Hermann Weingärtner Allemagne                                                        | Petros Persakis Grèce                                                            |
| Corde lisse résultats détaillés                   | Nikolaos Andriakopoulos Grèce | Thomas Xenakis Grèce                                                                 | Fritz Hoffmann Allemagne                                                         |
| Saut de cheval résultats détaillés                | Carl Schuhmann Allemagne | Louis Zutter Suisse                                                                  | Hermann Weingärtner Allemagne                                                    |
| Barres parallèles par équipes résultats détaillés | Allemagne Fritz Hoffmann (capitaine) Konrad Böcker Alfred Flatow Gustav Flatow Georg Hillmar Fritz Manteuffel Karl Neukirch Richard Röstel Gustav Schuft Carl Schuhmann Hermann Weingärtner | Grèce Nikolaos Andriakopoulos Sotírios Athanasópoulos Petros Persakis Thomas Xenakis | Grèce Ioánnis Chrysáfis Ioannis Mitropoulos Dimítrios Loúndras Fílippos Karvelás |
| Barre fixe par équipes résultats détaillés        | Allemagne Fritz Hoffmann (capitaine) Konrad Böcker Alfred Flatow Gustav Flatow Georg Hillmar Fritz Manteuffel Karl Neukirch Richard Röstel Gustav Schuft Carl Schuhmann Hermann Weingärtner | aucun                                                                                | aucun                                                                            |

## Pays représentés
28 gymnastes de 8 nationalités différentes ont concouru aux JO de 1896 :
- Bulgarie (1)
- Danemark (1)
- France (1)
- Allemagne (11)
- Grande-Bretagne (1)
- Grèce (9)
- Hongrie (2)
- Suède (1)
- Suisse (2)

## Tableau des médailles
| Rang | Nation    | Or | Argent | Bronze | Total |
| ---- | --------- | -- | ------ | ------ | ----- |
| 1    | Allemagne | 5  | 3      | 2      | 10    |
| 2    | Grèce     | 2  | 2      | 2      | 6     |
| 3    | Suisse    | 1  | 2      | 0      | 3     |

La Bulgarie, le Danemark, la France, la Grande-Bretagne, la Hongrie et la Suède ont des gymnastes, mais ne remportent aucune médaille.